# The Deuce
The Deuce é uma série de televisão dramática americana criada por David Simon e George Pelecanos. O episódio piloto da série começou a ser filmado em outubro de 2015 e foi lançado em janeiro de 2016. É transmitido pela rede de televisão a cabo HBO nos Estados Unidos e estreou em 10 de setembro de 2017. A HBO disponibilizou o piloto através de seus serviços de vídeo sob demanda e portais afiliados em 25 de agosto de 2017.
The Deuce apresenta um elenco que inclui James Franco e Maggie Gyllenhaal. Conta a história da legalização e consequente ascensão da indústria pornográfica na cidade de Nova York dos anos 1970. Os temas explorados incluem, a corrupção do governo e da polícia, a violência da epidemia de drogas.
Em 19 de setembro de 2017, a HBO renovou a série para uma segunda temporada, que estreou em 9 de setembro de 2018. Em 20 de setembro de 2018, a HBO renovou a série para uma terceira e última temporada.

## Premissa
Durante os anos 1970 e 1980, a indústria pornográfica viveu um período de ascensão na cidade de Nova Iorque. Os irmãos gêmeos Vincent e Frankie Martino, importantes nomes da indústria pornô no período. Enquanto alguns faturam com este novo negócio, a violência e o tráfico de drogas começam a se tornar cada vez mais comuns na região.

## Elenco e personagens

### Principal
- James Franco como Vincent Martino e Frankie Martino
- Maggie Gyllenhaal como Eileen Merrell / "Candy"[11]
- Gbenga Akinnagbe como Larry Brown
- Chris Bauer as Bobby Dwye[12]
- Gary Carr como C.C.
- Chris Coy como Paul Hendrickson[13]
- Dominique Fishback como Darlene
- Lawrence Gilliard Jr. como Chris Alston[14]
- Margarita Levieva como Abigail "Abby" Parker
- Emily Meade como Lori Madison
- Natalie Paul como Sandra Washington
- Michael Rispoli como Rudy Pipilo[15]
- Luke Kirby como Gene Goldman
- Jamie Neumann como Dorothy Spina / "Ashley"

### Recorrente
- David Krumholtz como Harvey Wasserman[16]
- Method Man como Rodney
- Daniel Sauli como Tommy Longo
- Don Harvey como Danny Flanagan
- Michael Kostroff como Rizzi
- Mustafa Shakir como Big Mike
- Thaddeus Street como Black Frankie
- Genevieve Hudson-Price como Jocelyn
- Anwan Glover como Leon
- Ralph Macchio como oficial Haddix[17]
- Zoe Kazan como Andrea Martino[18]
- James Ciccone como Carmine Patriccia
- Garry Pastore como Matthew Ianniello
- Carolyn Mignini como Joan Merrell
- Finn Robbins (primeira temporada) e Mikey Moughan (segunda temporada) como Adam
- Gino Vento como Carlos
- Aaron Dean Eisenberg como Todd Lang
- Sepideh Moafi como Loretta
- Kim Director como Shay
- Olivia Luccardi como Melissa
- Andrea-Rachel Parker como Bernice
- Pernell Walker como Ruby "Thunder Thighs"[19]
- Tariq Trotter como Reggie Love
- Matthew James Ballinger como Gentle Richie
- Alysia Reiner como Kiki Rains
- Roberta Colindrez como Irene
- Esteban Carmona como Julito

### Convidados
- A fotógrafa Nan Goldin fez uma aparição em um episódio da segunda temporada. Ela trabalhou na mesma época pós-Stonewall da cidade de Nova York exibida na série.[20][21]

## Concepção
The Deuce foi produzido como uma série de três temporadas pelos criadores David Simon e George Pelecanos, com cada temporada ocorrendo em um período diferente durante a ascensão da indústria pornô em Nova York durante os anos 1970 e 80.
Marc Henry Johnson, gerente assistente em Treme, apresentou Simon e Pelecanos a um homem em Nova York que contou a eles relatos vívidos de sua fachada de bares e salões de massagens na Manhattan de 1970. "Os personagens eram tão ricos, e é tudo o que importa", disse Pelecanos. Inspirados por essas histórias, os produtores se propuseram a apresentar um relato ficcional da época. "Algumas coisas aconteceram", disse Simon. "Algumas coisas não aconteceram. Algumas delas podem ter acontecido. Mas tudo isso poderia ter acontecido."
Após as sugestões da integrante do elenco Emily Meade, a série trouxe Alicia Rodis como coordenadora/diretora de intimidade, para ajudar os atores durante as cenas de sexo, garantindo que todos se sentissem seguros e ninguém estivesse aflito. Meade explicou: "É simplesmente incompreensível para mim que eu nunca estive no set com um coordenador de intimidade antes; parecia tão natural e tão necessário. É loucura que até 2018 a sexualidade seja tratada com a mesma sensibilidade e vulnerabilidade que a violência, ou animais ou crianças. Espero que chegue a um ponto em que não seja uma escolha, seja uma necessidade, assim como coordenadores de dublês ou um acompanhante para crianças e animais".

## Episódios
| Temporada | Temporada | Episódios | Episódios | Originalmente exibido  | Originalmente exibido |
| Temporada | Temporada | Episódios | Episódios | Estreia da temporada   | Final da temporada    |
| --------- | --------- | --------- | --------- | ---------------------- | --------------------- |
|           | 1         | 8         | 8         | 10 de setembro de 2017 | 29 de outubro de 2017 |
|           | 2         | 9         | 9         | 9 de setembro de 2018  | 4 de novembro de 2018 |

### 1ª temporada (2017)
| N.º na série | N.º na temp. | Título                 | Dirigido por      | Escrito por                                                                        | Exibição original                                          | Audiência (milhões) |
| --- | ------------ | ---------------------- | ----------------- | ---------------------------------------------------------------------------------- | ---------------------------------------------------------- | ------------------- |
| 1 | 1            | "Pilot"                | Michelle MacLaren | George Pelecanos & David Simon                                                     | 25 de agosto de 2017 (online) 10 de setembro de 2017 (HBO) | 0.830               |
| Um barman empreendedor tenta melhorar sua situação enquanto cruza caminhos com uma grande variedade de frequentadores da Times Square. |              |                        |                   |                                                                                    |                                                            |                     |
| 2 | 2            | "Show and Prove"       | Ernest Dickerson  | Richard Price & George Pelecanos                                                   | 17 de setembro de 2017                                     | 0.839               |
| O casamento fracassado de Vincent o obriga a se mudar para um típico hotel da Times Square, mas seu sucesso atraindo clientes para um decadente bar coreano traz uma oferta tentadora do mafioso Rudy Pipilo. Enquanto isso, Candy fica intrigada com o processo de filmagem quando ela substitui uma amiga em um curta pornográfico; C.C. mostra Lori as vantagens de ter um cafetão; e a polícia repreende um espetáculo que passa dos limites.                                     |              |                        |                   |                                                                                    |                                                            |                     |
| 3 | 3            | "The Principle Is All" | James Franco      | David Simon & Richard Price                                                        | 24 de setembro de 2017                                     | 0.992               |
| Vincent é pego desprevenido por um parceiro inesperado depois de colocar os toques finais em seu novo bar. Enquanto isso, Rudy aceita o plano de um rival para reconfigurar The Deuce e, com sorte, com o apoio de um prefeito ambicioso; Candy procura um espaço na indústria de cinema; Darlene trabalha horas extras para compensar Larry; Bobby paga um preço por seu recente estresse no trabalho; e um andarilho ameaçador é útil para Vincent quando o Hi-Hat finalmente abre. |              |                        |                   |                                                                                    |                                                            |                     |
| 4 | 4            | "I See Money"          | Alex Hall         | História por : George Pelecanos e Lisa Lutz Roteiro por : Lisa Lutz                | 1 de outubro de 2017                                       | 0.941               |
| Eileen conhece um homem chamado Jack em uma loja de discos e mais tarde ela sai em um encontro com ele, mas ele não tem ideia de seu trabalho como "Candy". Paul, um bartender gay que trabalha com Vince, sai para jantar com seu namorado. |              |                        |                   |                                                                                    |                                                            |                     |
| 5 | 5            | "What Kind of Bad?"    | Uta Briesewitz    | História por : Richard Price Roteiro por : Will Ralston & Chris Yakaitis           | 8 de outubro de 2017                                       | 0.888               |
| Depois de passar o tempo em casa na Carolina do Norte, Darlene retorna à cidade de Nova York com Bernice, uma jovem de sua cidade natal. Larry acredita que Bernice é muito jovem e não está pronta, então ele a "troca" com Rodney, outro cafetão. |              |                        |                   |                                                                                    |                                                            |                     |
| 6 | 6            | "Why Me?"              | Roxann Dawson     | História por : Richard Price e Marc Henry Johnson Roteiro por : Marc Henry Johnson | 15 de outubro de 2017                                      | 0.812               |
| Com o Ano Novo se aproximando, o patrulheiro de NYC é instruído a reprimir atividades ilegais em seus distritos e prender todos os profissionais do sexo e cafetões nas ruas. O bordel de Vince, dirigido por Bobby, se abre. |              |                        |                   |                                                                                    |                                                            |                     |
| 7 | 7            | "Au Reservoir"         | James Franco      | História por : David Simon e Megan Abbott Roteiro por : Megan Abbott               | 22 de outubro de 2017                                      | 0.953               |
| Agora é 1972. Alston revela a Sandra o plano do NYPD de levar as trabalhadoras do sexo para fora das ruas e para as salas de estar, e que a polícia está sendo paga pelos salões para sua proteção. Ashley está cansada de ser maltratada por C.C.. |              |                        |                   |                                                                                    |                                                            |                     |
| 8 | 8            | "My Name Is Ruby"      | Michelle MacLaren | David Simon & George Pelecanos                                                     | 29 de outubro de 2017                                      | 0.771               |
| Rudy mostra a Vince, Frankie e Bobby um prédio de três andares que será o próximo salão deles. Vince está chocado com o envolvimento dele nesse tipo de negócio e diz que ele está fora. |              |                        |                   |                                                                                    |                                                            |                     |

### 2ª temporada (2018)
| N.º na série | N.º na temp. | Título              | Dirigido por | Escrito por                    | Exibição original      | Audiência (milhões) |
| --- | ------------ | ------------------- | ------------ | ------------------------------ | ---------------------- | ------------------- |
| 9 | 1            | "Our Raison d'Etre" | Alex Hall    | David Simon & George Pelecanos | 9 de setembro de 2018  | 0.636               |
| Agora é 1977. Vincent é o dono da discoteca bem-sucedida e apoiada pela máfia chamada Club 366. Vincent e Abby ainda estão juntos, e ela está gerenciando o Hi-Hat.                                |              |                     |              |                                |                        |                     |
| 10 | 2            | ASA                 | Alex Hall    | Richard Price                  | 16 de setembro de 2018 | 0.605               |
| Candy está frustrada com o tipo de filme pornô que está fazendo e quer fazer com histórias melhores. Candy é apresentado a Genevieve Furie por Harvey, uma ex-diretora pornô que lhe dá conselhos. |              |                     |              |                                |                        |                     |
| 11 | 3            | "Seven-Fifty"       | Steph Green  | Chris Yakaitis                 | 23 de setembro de 2018 | 0.585               |
| Lori vai para o AFAA Awards em Los Angeles. Harvey e Candy também vão. Na cerimônia de premiação, Lori e Harvey ganham seus respectivos prêmios, melhor atriz coadjuvante e melhor diretor.        |              |                     |              |                                |                        |                     |